# Haliplus apicalis
Haliplus apicalis är en skalbaggsart som beskrevs av Thomson 1868. Haliplus apicalis ingår i släktet Haliplus, och familjen vattentrampare. Arten är reproducerande i Sverige.